# Bernat de Puigcercós
Bernat de Puigcercós (O.P. ; Girona, 1342) fut un frère Dominicain qui vécut pendant le XIVe siècle. Il fut inquisiteur général de la Couronne d'Aragon.

## Œuvre
Il écrivit un petit traité en Latin appelé Quaestio disputata de licitudine contractus emptionis et venditionis censualis cum conditione revenditionis (Question disputée sur la légalité du contrat de l'achat et la vente des censals avec la condition de revente). Fut transcrit et publié par Josep Hernando i Delgado. Le texte que fut utilisé fut pris du manuscrit no 42 du Monastère de Sant Cugat, qu'on peut trouver aux Archives de la Couronne d'Aragon. Dans ce petit traité il accepte la légalité des censals et violaris, qui seraient le droit de recevoir un revenu après une certaine période, ou même à vie après avoir payé une certaine quantité d'argent. Ils furent très communes à la Catalogne et à la Couronne d'Aragon pendant le Moyen Âge, et cette matière fut très débattue au Droit canonique médiéval.
Cette œuvre eut une influence décisive en l'opinion de Francesc Eiximenis à faveur de la légalité des censals et des violaris dans son Tractat d'usura (Traité sur l'usure).